# Sara Mitich
Sara Mitich (Hamilton, 26 novembre 1990) è un'attrice canadese, nota per aver interpretato i personaggi di Airiam ed Eva Nilsson nella serie televisiva Star Trek: Discovery.

## Biografia
Sara Mitich è nata a Hamilton, in Ontario, Canada, da immigrati serbi. All'età di nove anni incomincia a studiare danza classica presso la National Ballet School of Canada a Toronto. Un improvviso scatto di crescita le impedisce di poter continuare a praticare questa professione. Sara Mitich inizia così a recitare in un programma congiunto presso l'Università di Toronto e lo Sheridan College.
Dal 2010 al 2012 recita in diversi cortometraggi e dal 2013 anche in diversi film per il cinema e la televisione, esordendo nell'horror del 2013 diretto da Ashley McColeman, Mind Games. Interpreta il suo primo ruolo secondario ricorrente, quello di Lillian Moss, in dieci episodi della serie poliziesca I misteri di Murdoch (Murdoch Mysteries), dal 2014 al 2015. A questo fa seguito il ruolo di Gia, dal 2015 al 2016, in quattro episodi della serie televisiva di fantascienza The Expanse. Dal 2016 seguono ruoli di più alto profilo, in produzioni sia cinematografiche che televisive.
Nel 2017 riceve numerose candidature e premi per la sua interpretazione nel film drammatico di quell'anno Ashes. Sempre nel 2017 Sara Mitich entra a far parte di Star Trek: Discovery, sesta serie live action del franchise di fantascienza Star Trek, in cui interpreta due differenti ruoli. Nella prima stagione della serie interpreta il cyborg Airiam, ruolo che passa all'attrice Hannah Cheesman nella seconda stagione. Airiam muore alla fine della stagione, venendo sostituita in plancia dal tenente Eva Nilsson. Questo è il secondo personaggio interpretato da Sara Mitch nella serie, che rimane a bordo della USS Discovery anche nelle stagioni successive.
Sara Mitich è anche insegnante di recitazione presso gli Armstrong Acting Studios di Toronto.

## Filmografia

### Attrice

#### Cinema
- Posthuman, regia di Lyndon Horsfall - cortometraggio (2010)
- Fall of Fables, regia di Shannon Litt - cortometraggio (2011)
- Through Her Eyes, regia di Jesse Hannam - cortometraggio (2011)
- This Is Not a Suicide Note, regia di Anthony Fascione - cortometraggio (2011)
- Prick, regia di Colin Berry - cortometraggio (2011)
- Plastic, regia di Jeffrey Hanley (2012)
- Mind Games, regia di Ashley McColeman (2013)
- Radio Killer 3 - La corsa continua (Joy Ride 3: Road Kill), regia di Declan O'Brien - direct-to-video (2014)
- To Our Bright White Hearts, regia di Ayz Waraich (2016)
- White Night, regia di Sonny Atkins, P.H. Bergeron, Brian Hamilton, Matt Purdy e Dan Slater (2017)
- Ashes, regia di Dan Slater (2017)
- Vicini sospetti (A Deadly View), regia di Andrew Cymek (2018)
- Anon, regia di Andrew Niccol (2018)
- Bunker Burger, regia di Adam Yorke - cortometraggio (2019)
- Synchronicity, regia di Lyndon Horsfall (2021)
- Control, regia di James Mark (2022)
- Astonishing Tales of Terror: Rocktapussy!, regia di Andrew Cymek (2022)

#### Televisione
- Gerry Dee: The Substitute, regia di Gerry Dee e Michael Volpe - film TV (2014)
- The Listener - serie TV, episodio 5x03 (2014)
- I misteri di Murdoch (Murdoch Mysteries) - serie TV, 10 episodi (2014-2015)
- Heroes Reborn - miniserie TV, episodio 1x01 (2015)
- ActEd Online - serie TV (2015)
- The Expanse - serie TV, 4 episodi (2015-2016)
- A Nutcracker Christmas, regia di Michael Lembeck - film TV (2016)
- Star Trek: Discovery - serie TV, 37 episodi (2017-2022)
- Christmas Wedding Runaway, regia di Harvey Crossland - film TV (2019)
- Private Eyes - serie TV, episodio 3x12 (2019)
- Frankie Drake Mysteries - serie TV, episodio 3x07 (2019)
- L'anello perfetto (A Wedding Ring), regia di Graeme Campbell - film TV (2021)

### Doppiatrice
- Star Trek Logs - webserie, episodio 2x12 (2021) - Eva Nilsson

## Programmi televisivi
- After Trek (2018)
- InHouse-CON (2020)
- The Ready Room (2020)

## Riconoscimenti
- Actors Awards
  - 2018 – Miglior attrice non protagonista per Ashes
- AltFF Alternative Film Festival
  - 2018 – Candidatura come miglior cast per Ashes (condiviso con altri)
- Cinema Soup Film Festival
  - 2018 – Candidatura come miglior attrice per Ashes
- IGN Summer Movie Awards
  - 2019 – Candidatura come miglior cast televisivo per Star Trek: Discovery (condiviso con altri)
- Milledgeville-Eatonton Film Festival
  - 2017 – Candidatura come miglior attrice per Ashes

## Doppiatrici italiane
- Lilli Manzini in A Wedding Ring
- Mariagrazia Cerullo in Star Trek: Discovery (Eva Nilsson)
- Mattea Serpelloni in Star Trek: Discovery (Airiam)